# Р-77
Р-77 (за класифікацією НАТО AA-12 Adder (укр. Гадюка) — радянська/російська керована ракета середньої дальності класу «повітря — повітря» з моноімпульсною доплерівською активною радіолокаційною головкою самонаведення. Розроблена в ДерМКБ «Вимпел». Прийнята на озброєння у 1994 році.
Р-77 призначена для боротьби з повітряними цілями: літаками, вертольотами, ракетами класів «поверхня — повітря» і «повітря — повітря» у будь-який час доби в простих і складних метеоумовах, при наявності фонових і активних радіолокаційних перешкод. Імовірність ураження цілі становить 0,98.

## Історія створення
Починаючи з травня 1984 ракета проходила льотні випробування в складі озброєння літака МіГ-29. У 1984 році нову ракету запустили в серійне виробництво в Україні на київському заводі Артем. Державні випробування завершилися в 1991 р., а 23 лютого 1994 року ракету офіційно взяли на озброєння.
Серійне виробництво ракет Р-77 передбачалося розгорнути на КПО імені Артема, туди була направлена конструкторська документація, почалася підготовка серійного виробництва цих ракет. Після розпаду Радянського Союзу виробництво було перенесено в Росію на московське АТ «Дукс».

## Конструкція

### Аеродинамічна схема

схема ракети Р-77

Аеродинамічна схема — нормальна. Циліндричний корпус і крила є основними елементами, що створюють підйомну силу. Крила малого подовження мають просту форму в плані і тонкий профіль, що мінімізує хвильовий опір ракети і спрощує її розміщення у внутрішніх відсіках озброєння літаків-носіїв.
Носова частина ракети має параболічну форму, що збільшує загальну підйомну силу ракети. Використання решітчастих рулів з дуже малим (в межах 1,5 кгм) шарнірним моментом дозволило застосувати малогабаритний електропривод малої потужності.
Завдяки такій структурі реалізується беззривне обтікання і, отже, зберігається ефективність до кутів атаки близько 40°. Є можливість зміни характеристик хвостового оперення шляхом варіювання кількості осередків стерна, які практично аеродинамічно незалежні один від одного і від корпуса ракети. У них сприятливіші в порівнянні з традиційними стернами міцнісні і аеропружних характеристики.
Решітчасті рулі можуть складатися і при необхідності автоматично розкриватися після пуску. Цим забезпечуються мінімальні транспортувальні габарити (квадрат зі стороною 300 мм), а також вирішується задача зниження загальної ефективної поверхні, що відбиває літака.

### Головка самонаведення
Для серійних ракет була обрана багатофункціональна Моноімпульсна доплерівська активна радіолокаційна головка самонаведення 9Б1348, розробки НДВП «Агат». Роботи зі створення АРГС 9Б-1348, розпочаті НДО-3 НДВП в 1982 році, були продовжені і в НДВП «Агат». У 1987 році АРГС 9Б-1348 перебувала на етапі льотно-конструкторських випробувань в складі ракети. В цьому ж році було проведено кілька залікових пусків за програмою льотно-конструкторських випробувань з позитивними результатами. У 1988 році льотно-конструкторські випробування АРГС 9Б-1348 в складі ракети були завершені і з 1989 року почалися Державні випробування. Серійне виготовлення АРГС 9Б-1348 почалося на Київському заводі ПАТ «Київський завод «Радар» однак після розпаду СРСР виробництво було припинено На тому ж заводі виготовляли бортовий комп'ютер «Аліса».

### Двигун
Ракета Р-77 оснащена твердопаливним двигуном, що забезпечує енергійний початковий відліт від носія і максимальну дальність польоту. При цьому розвивається швидкість польоту, відповідна числа 4М.

### Система управління

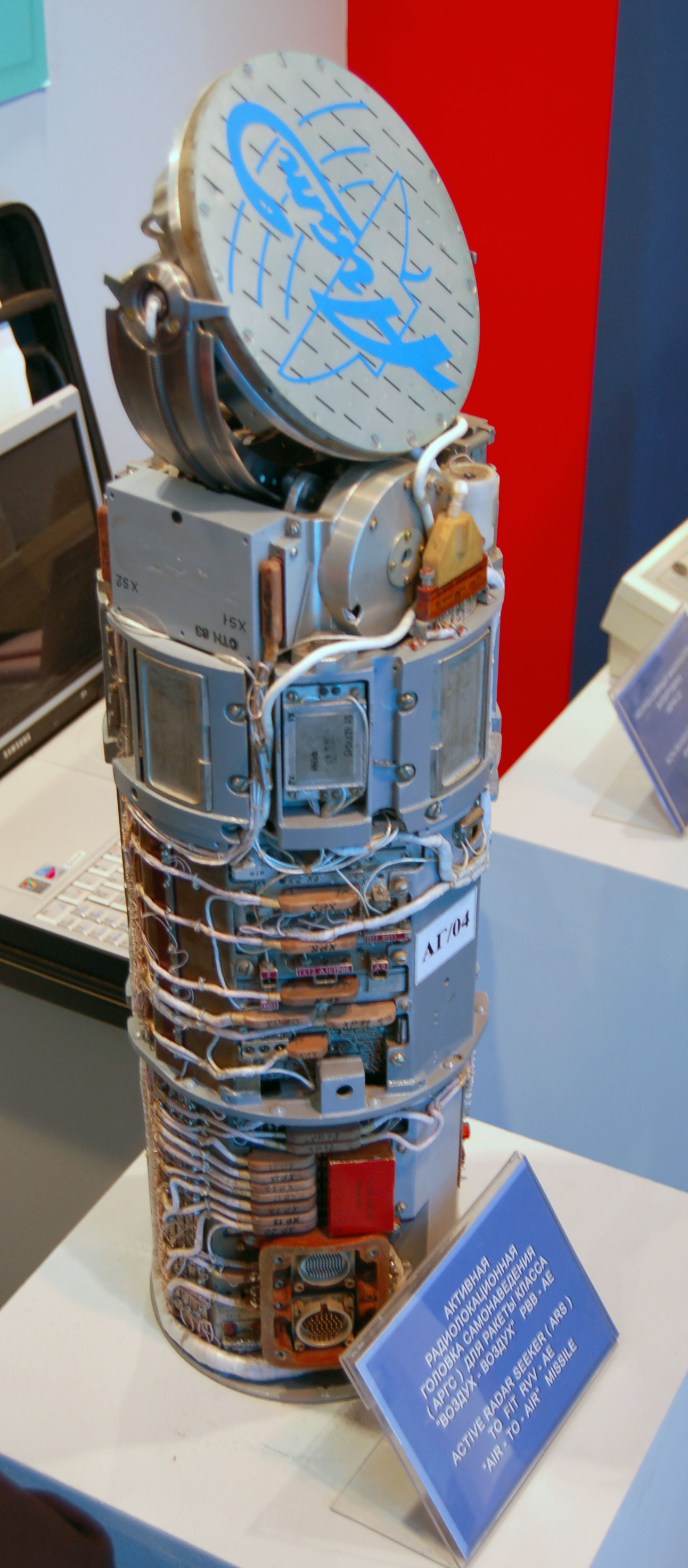
Активна радіолокаційна головка самонаведення ракети Р-77. МАКС-2009

Наведення ракети комбіноване: командно-інерційне на початковому і активне на кінцевому. Перехід до активного наведенню проводиться за сигналом з бортового комп'ютера, що визначає дальність захоплення цілі головкою самонаведення. Після переходу на самонаведення лінія корекції польотних даних ракети з літака-носія продовжує формувати математичну модель цілі. У разі зриву автосупроводження цілі організовується повторний пошук з використанням цієї моделі.
У всіх режимах роботи використовується метод модифікованого пропорційного наведення. При наявності організованих перешкод, коли бортова радіолокаційна станція носія не може передавати на ракету інформацію про дальність і швидкості зближення з ціллю, наведення відбувається за спеціальними траєкторіями. У голівці самонаведення ракети реалізована також можливість пасивного наведення на джерело перешкод, поєднане з ціллю.

### Підривник
Підривник — лазерний. Опромінюючи ціль і визначаючи по відбитому сигналу відстань до неї, пристрій підриває бойову частину на оптимальній дистанції. Параметри підривача адаптуються до розміру цілі, яку треба вразити. Передбачено також контактний детонатор (для випадків прямого попадання або падіння на землю або у воду) на випадок необхідного самознищення.

### Бойова частина
Бойова частина — стрижнева з мікрокумулятивними елементами. Маса бойової частини — 22 кг. Стрижні з'єднані між собою так, що при підриві утворюють суцільне розширюється[що?] кільце, яке буквально розрізає ціль. Мікрокумулятивні складові бойової частини вражають високошвидкісні цілі в режимі протиракетної оборони літака-носія.

### Електричний стерновий привід
Унікальною для ракет «повітря — повітря» особливістю Р-77 є розкриваючі решітчасті аеродинамічні стерна (рулі) розташовані на хвості, з малим опором і стабільним шарнірним моментом у всьому діапазоні швидкостей, висот і кутів атаки при беззривному обтіканні, які розроблені і виготовляються на ДП Державне Київське конструкторське бюро «Луч». Такі стерна, вперше випробувані на балістичній ракеті «Точка». У складеному положенні вони не виступають за поперечні габарити ракети, які визначаються розмахом крила. Поряд з малою вагою і відносно невеликою довжиною стерна забезпечують можливість розміщення великої кількості ракет в всередині фюзеляжному відсіку озброєння перспективного винищувача. Крім того, за рахунок малої хорди такого керма шарнірний момент малий і слабо залежить від швидкості і висоти польоту, а також від кута атаки. Потрібний момент не перевищує 1,5 кГм, що дозволило застосувати для відхилення стерн малогабаритні і легкі електричні кермові приводи. Стерна зберігають ефективність на кутах атаки до 40°, володіють великою жорсткістю, що позитивно позначається на параметрах процесу управління. Як і будь-яке інше технічне рішення, використання ґратчастих аеродинамічних стерн властиві і недоліки — збільшений аеродинамічний опір і збільшена ефективна поверхня розсіяння, що, втім, в якійсь мірі компенсується складеним положенням стерн, що сприяє розміщенню ракет на носії при внутрішньо-фюзеляжній і контейнерній підвісці.

## Бойове застосування

### Російсько-українська війна
У червні 2022 року, під час російського вторгнення в Україну, силами ДСНС в Житомирській області було знайдено цілу ракету Р-77 на Поліссі, ймовірно снаряд упав на землю після невдалого пуску з російського винищувача на початку вторгнення. Ця знахідка може свідчити про інтенсивні повітряні бої, зокрема, під час російських повітряних атак на залізничний вузол Коростеня.
29 лютого 2024 року, близько 13:10, російські окупанти завдали удар ракетами Р-77 по селу Юльївка Запорізької області, влучивши по трьох двоповерхових житлових будинках. Вибуховою хвилею та уламками пошкоджені поруч розташовані житлові будинки, фасади та вікна. Внаслідок атаки зазнали поранення 6 осіб, одна людина загинула.

## Варіанти та модифікації

Модифікації ракети Р-77. Зверху вниз:
Р-77 (базова)
Р-77ПД
РВВ-ЗРК
К-77М (виріб 180)
К-77МЕ (виріб 180-БД)

### Серійні
- Р-77 (К-77, виріб 170) — базовий варіант.
- РВВ-АЕ (виріб 190) — експортний варіант Р-77 російського виробництва. У порівнянні з усіма новими варіантами ця ракета має зменшену максимальну дальність 80 кілометрів з 22,5 кг боєголовкою[9].
- Р-77-1 (виріб 170-1) — варіант російського виробництва з обтічним носом, активною радіолокаційною головкою самонаведення 9Б-1248 (Виріб-50-1) і новим оперенням.
- РВВ-СД — експортний варіант Р-77-1, представлений в 2009 році зі збільшеною до 110 км дальністю пуску[10].

### Експериментальні
- Р-77ПД, РВВ-АЕ-ПД — модифікація ракети з прямоточним повітряно-реактивним двигуном, що істотно збільшило дальність пуску. Розробку завершено у 1999 році[11].
- РВВ-АЕ-ЗРК — модифікація ракети наземного базування.
- Виріб 180 (К-77М) — у розробці, ракета середньої дальності для перспективних винищувачів п'ятого покоління[12].
- Виріб 180-БД (К-77МЕ «енергетична») — у розробці, підвищеною в порівнянні з К-77М дальністю[12][13].

## Тактико-технічні характеристики
Джерела: Rosoboronexport, RVV-AE, RVV-SD, Deagel
- Діаметр — 200 мм
- Довжина — 3600 мм
- Розмах крила — 400 мм
- Розмах решітчастого стабілізатора — 700 мм
- Маса — 175 кг (190 кг для РВВ-СД)
- Дальність максимального пуску в передню півсферу — 80 км (110 км для РВВ-СД)
- Дальність пуску хв. в задню півсферу — 0,3 км[15]
- Швидкість польоту цілі: до 3600 км/год
- Швидкість польоту: 4250 км/год (4 махів)
- Маса бойової частини: 22,5 кг

## Порівняння з аналогами
Порівняння з іншими ракетами класу «повітря — повітря»
| Ракета      | Зображення | Рік  | Дальність, км | Швидкість, число М | Довжина, м | Діаметр, м | Розмах крила, м | Розмах рулів, м | Маса, кг | Маса БЧ, кг | Тип БЧ     | Тип рушія | Тип наведення  |
| ----------- | ---------- | ---- | ------------- | ------------------ | ---------- | ---------- | --------------- | --------------- | -------- | ----------- | ---------- | --------- | -------------- |
| AIM-7F      |            | 1975 | 70            | 4М                 | 3,66       | 0,203      | 1,02            | 0,81            | 231      | 39          | ОФ         | РДТП      | ПАР ГСН        |
| AIM-54C     |            | 1986 | 184           | 5М                 | 4,01       | 0,38       | 0,925           | 0,925           | 462      | 60          | ОФ         | РДТП      | ІНС+РК+АРЛ ГСН |
| AIM-120A    |            | 1991 | 50—70         | 4М                 | 3,66       | 0,178      | 0,533           | 0,635           | 157      | 23          | ОФ         | РДТП      | ІНС+РК+АРЛ ГСН |
| AIM-120C-7  |            | 2006 | 120           | 4М                 | 3,66       | 0,178      | 0,445           | 0,447           | 161,5    | 20,5        | ОФ         | РДТП      | ІНС+РК+АРЛ ГСН |
| MICA-IR     |            | 1998 | 50            | 4М                 | 3,1        | 0,16       |                 | 0,56            | 110      | 12          | ОФ         | РДТП      | ІНС+РК+ТП ГСН  |
| MICA-ER     |            | 1999 | 50            | 4М                 | 3,1        | 0,16       |                 | 0,56            | 110      | 12          | ОФ         | РДТП      | ІНС+РК+АРЛ ГСН |
| Р-77        |            | 1994 | 100           | 4М                 | 3,5        | 0,2        | 0,4             | 0,7             | 175      | 22          | стриженева | РДТП      | ІНС+РК+АРЛ ГСН |
| PL-12       |            | 2007 | 100           | 4М                 | 3,93       | 0,2        | 0,67            | 0,752           | 199      |             | ОФ         | РДТП      | ІНС+РК+АРЛ ГСН |
| MBDA Meteor |            | 2013 | >100          | 4М                 | 3,65       | 0,178      |                 |                 | 185      |             | ОФ         | ППРД      | ІНС+РК+АРЛ ГСН |

## Сумісність

### Кріплення до носія
Р-77 застосовується з катапультного пристрою АКУ-170.

### Носії
Ракетою Р-77 можуть бути оснащені винищувачі Су-27, МіГ-29 та його модифікації. На початку 1990-х років вона успішно пройшла державні випробування та у 1994 році була прийнята на озброєння російських ВПС. Серійний випуск ракети Р-77 для ВПС Радянського Союзу налагоджувався в Києві і після розвалу СРСР був припинений після випуску дослідних партій, а РВВ-АЕ російськими ВПС не закуповувалася. Подальший розвиток Р-77 — РВВ-СД — на 2009 рік проходила державні випробування, після чого повинна початися закупівля ракет даної модифікації для ВПС Росії.

## Оператори

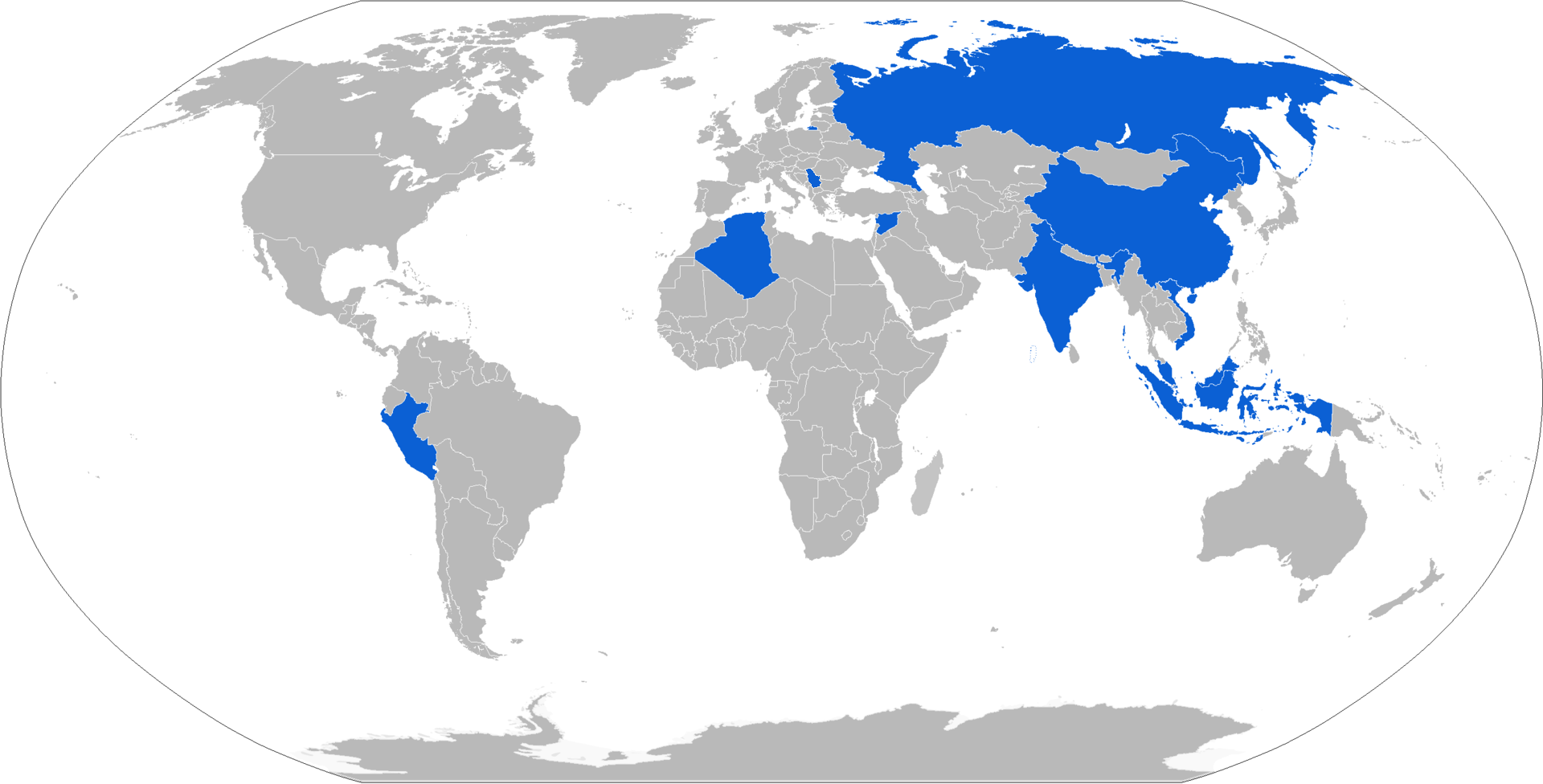
Країни-оператори Р-77
Поточні

### Поточні
- Алжир
- Бангладеш: невідома кількість була придбана у 2013 році[17].
- Венесуела
- В'єтнам: для Су-30МК2[18]
- Єгипет: 300 ракет для МіГ-29М/М2 та СУ-35[19].
- Ємен: 100 ракет доставлено у 2006 році[20].
- Індія: отримано 500 ракет у 2014—15 роках, додатково замовлено 400 у 2019 році[21][22].
- КНР
- Росія: базовий варіант ніколи офіційно не впроваджувався в серію, однак Су-30СМ і Су-35С були помічені з ракетами Р-77-1 під час їхнього розгортання в Сирії. Повідомляється, що два контракти були підписані: у 2015 році на суму 13 мільярдів рублів і у 2020 році — на модернізовані та імпортозамінені ракети на суму 65 мільярдів рублів (~ $902 млн.[a]).